# قلعة عنك
قلعة عنك أو قلعة الخيالة أو قصر الميالة هي قلعة أثرية تقع بمدينة عنك، في محافظة القطيف، شرق المملكة العربية السعودية. يُعتقد أن البرتغالييون بنوها كمنطلق للخيالة. اكتشف في القلعة وجود قبر بها، تبين انه لأميرة جاوان دفنت فيه بكامل حليها.

## التّسمية
تعود تسمية قلعة عنك بالخيّالة لكونها قد بُنيت مُنطلقاً للخيّالة، ومع تداول الاسم حُرّف إلى قلعة الميّالة.

## للاستزادة
- [1][2][3][4][5][6]

1. ↑  نصر، مشيخص، عبد العظيم (2002). القطيف وملحقاتها: أبعاد وتطلعات : دراسة في أبعادها الجغرافية والتاريخية والاقتصادية ... شركة الشيخ للتحقيق والنشر،. مؤرشف من الأصل في 2017-08-13.
2. ↑  Subayʻī، ʻAbd Allāh Nāṣir (1999). الحملة العسكرية العثمانية على الأحساء والقطيف وقطر، 8821-1331ه/1781-3191 ه[sic]: اسبابها ونتائجها :دراسة وثائقية. ع. ا. ب. ن. السبيعي ،. مؤرشف من الأصل في 2017-08-13.
3. ↑  al-Aṯīr، Abū al-Ḥasan ʿAlī b Muḥammad Ibn. Chronicon quod perfectissimum inscribitur. مؤرشف من الأصل في 2020-02-09.
4. ↑  الرحمن، سعدي، حصة أحمد عبد (1996). الدولة السعودية الثانية وبلاد غرب الخليج وجنوبه، 1256-1309 ه/1840-1891 م. مكتبة العبيكان،. مؤرشف من الأصل في 2017-08-13.
5. ↑  العامري، الناصري ، أحمد (2009). قبيلة بني خالد في التاريخ: أعلام ، أحداث ، أماكن ، قصائد ، خرائط و صور و وثائق تنشر لأول مرة ، القبيلة في بعض الدول العربية ، العراق ، فلسطين ، السعودية ، الكويت ، قطر ، البحرين ، سوريا ، الأردن ، لبنان ، عماّن ، الإمارات ... دار الرافدين للطباعة و النشر و التوزيع،. مؤرشف من الأصل في 2017-08-13.
6. ↑  حسن، عيدروس، محمد (2008). دراسات في الخليج والجزيرة العربية. دار الكتاب الحديث،. مؤرشف من الأصل في 2019-12-15.